# La leyenda del Chupacabras
La leyenda del Chupacabras es una película de animación mexicana de 2016 dirigida y escrita por Alberto Chino Rodríguez, coescrita por Acán Coen y producida por Ánima Estudios. Es la cuarta cinta de la serie cinematográfica Las Leyendas, basada libremente en la leyenda del Chupacabras.
El filme, bajo la distribución de Pantelion Films y Lionsgate, fue estrenado en los cines de Estados Unidos el 14 de octubre de 2016 en versión limitada, y en México, el 21 de octubre, bajo la distribución de Videocine.
Se puede ver a través de las plataformas de streaming Vix, Netflix, Prime Video y Max. La película se ambientó en las regiones rurales del estado de Querétaro.

## Sinopsis
Leo San Juan fue encerrado en la cárcel después de que el ejército real lo tomara por un insurgente rebelde mientras iba de regreso a Puebla. Pero cuando un misterioso monstruo volador conocido como el Chupacabras ataca a los presos y a los guardias, Leo comprende que debe defender su destino y luchar contra él.

## Argumento
A modo de cliffhanger, el inicio de la película comienza con la escena poscréditos de la entrega anterior donde Leo se despierta a bordo de una carreta en medio de la nada, de pronto un cuervo aparece posándose en un árbol cercano y detrás del joven aparece la figura del Charro Negro quién se asusta pero este le dice que solo es un sueño así es cuando despierta y se encuentra con un señor llamado Mandujano, pero no está solo ya que otros hombres a bordo de la carreta le preguntan que a donde va y si viene solo, luego le comentan que se encuentran en durante una guerra; al principio dudan de Leo ya que piensan que es un espía pero a modo de broma. 
De un momento a otro en una parte del camino son detenidos por Realistas que están detrás de grupos rebeldes y detienen a todos incluyendo a Leo, en un campamento también detienen a una especie de gitano anciano de nombre Merolick; todos ellos son enviados a un monasterio en ruinas ubicado en el Estado de Querétaro.
Mientras tanto en Guanajuato, Alebrije conversa con Evaristo mientras este es tatuado por Finado y Moribunda y le comenta que nunca ha salido con una chica antes por lo que el Evaristo promete arreglarle una cita con su prima; por otra parte Leo y los demás hechos prisioneros son llevados a un viejo monasterio en ruinas en la sierra donde ahí se reencuentra con su hermano mayor Nando.
Parecería que no iba a suceder nada extraño esta vez, pero el destino tenía otras cosas planeadas cuando una misteriosa criatura alada de ojos rojos gigantesca empieza a atacar a los guardias, esa criatura no podía ser otras más que el mismo Chupacabras y es ahí donde Nando entra en escena ayudando a liberar a los presos. Finalmente Teodora logra dar con el paradero de Leo en donde este le pide que reúna a los alebrijes e investigue a fondo sobre el chupacabras y por su parte Nando vuelve a sus andadas de hermano mayor molestándolo ya que el cree que tiene amigos imaginarios (dado que por alguna extraña razón Nando no puede ver a Teodora). Leo en el acto le contesta que esos supuestos amigos imaginarios los van a ayudar.
De vuelta en Guanajuato en una de sus plazuelas Alebrije está teniendo una cita con la prima de Evaristo donde este le pide consejos por medio de un teléfono de latas sobre cómo atraerla, pero Teodora aparece y empiezan a discutir, por su parte Alebrije creyendo que seguían siendo consejos le dice todos esos insultos a la primera y única novia que tuvo haciendo que en el instante lo cacheteara dando por fracasado sus intentos de salir con alguien. Ya después del conflicto Teodora le cuenta a Evaristo que Leo está en problemas y que necesita su ayuda para resolver el misterio del Chupacabras, retomando el plan de la cita el hippie continua dando sus consejos amorosos, pero ya es demasiado tarde y Alebrije con una maceta en la cabeza en el acto es tumbado en el suelo.

## Reparto
- Benny Emmanuel como Leonardo "Leo" San Juan
- Emilio Treviño como Fernando "Nando" San Juan
- Eduardo España como Evaristo Hortencio y Doctor Merolick
- Herman López como El Alebrije de la Biblioteca
- Mayté Cordeiro como Teodora Villavicencio
- Óscar Flores como el Capitán Mandujano y General Torreblanca
- Andrés Couturier como Zubieta
- Mario Arvizu como el General Galeana
- Daniel del Roble como Finado
- Gaby Guzmán como Moribunda
- Laura G como Juanita
- Carlo Vázquez como Cacomixtle
- Moisés Iván Mora como Torres
- Pedro D'Aguillón Jr. como José
- César Garduza como Puma

## Producción
El 14 de marzo de 2016, Ánima Estudios reveló que su siguiente película iba a ser La leyenda del Chupacabras, secuela de La leyenda de la Nahuala, La leyenda de la Llorona y La leyenda de las momias de Guanajuato.

## Estreno
El 14 de octubre de 2016, se estrenó en los cines de Estados Unidos La Leyenda del Chupacabras y el 21 de octubre se estrenó en México, convirtiéndose en una de las 20 películas mexicanas más taquilleras en la historia del cine comercial mexicano.

## Premios y nominaciones
Obtuvo la nominación en la categoría Mejor Película de Animación en los Premios Platino 2017. También ganó en los premios Ánima Latina.

## Secuela
El 19 de enero de 2018 se lanzó una secuela titulada La leyenda del Charro Negro, misma que es la quinta película de la saga Las Leyendas.